# Masters Close
Masters Close var en civil parish 1858–1887 när det uppgick i Prudhoe Castle, nu i Prudhoe civil parish, i grevskapet Northumberland i England. Civil parish var belägen 25 km från Morpeth och hade 14 invånare år 1881.